# قطره‌ای که مروارید شد
قطره‌ای که مروارید شد (به هندی: Boond Jo Ban Gayee Moti) و قطره‌آبی که مروارید شد (به انگلیسی: The (rain)Drop that became a Pearl) فیلمی هندی محصول سال ۱۹۶۷ و به کارگردانی وی. شانتارام است. در این فیلم بازیگرانی همچون جیتندرا، ممتاز، نانا پالشیکار و لالیتا پاوار ایفای نقش کرده‌اند.